# 紹卡利斯基院士號
紹卡利斯基院士號（俄语：Академик Шокальский），是一艘 Akademik Shuleykin级驱冰船, 1982年建造于芬兰。起初用于海洋调查。1998年，她被彻底地整修了一遍并开始充当极地考察船；她同样用于旅游巡航。这艘船以俄罗斯海洋学家尤利·绍卡利斯基命名。船上有两个乘客甲板，有餐厅，一间酒吧，一间图书馆和一间桑拿浴室，可容纳54名乘客。

## 被困事件
绍卡利斯基院士号自2013年12月25日开始在南极洲英联邦湾被厚冰围困达两个星期。科学家与乘客在2014年1月2日被疏散，乘中国雪龙号极地科考船上的直升机疏散到澳大利亚“南极光”号补给船。

## 外部連結
- Aurora Expeditions: Akademik Shokalskiy （页面存档备份，存于）
- Shipspotting: IMO 8010336 （页面存档备份，存于）